# 四膜蟲
四膜蟲（Tetrahymena）是自由游離生活的(非寄生性的)纤毛原生動物，也可以從偏利共生轉變為病原生存模式。 它們在淡水池中很常見。在生物醫學研究中用作模式生物的四膜蟲屬是嗜熱四膜虫(T. thermophila)和熱厭氧四膜虫(T. pyriformis)。

## 结构
四膜蟲是一種單細胞真核生物，分布在全球的淡水水域中，屬於囊泡蟲類 （Alveolata）纖毛蟲门（Ciliophora），與一般人所熟知的草履蟲（Paramecium）在型態生理上十分相似。四膜蟲外觀呈橢圓長梨狀，體長約50微米，全身佈滿數百根長約4—6微米長的纖毛，纖毛排列成數十條縱列，是不同種間纖毛蟲分類的特徵之一。四膜蟲身體前端具有口器（oral apparatus），有三組三列的口部纖毛，早期在光學顯微鏡下觀察時看似有四列膜狀構造，因此據以命名。
四膜蟲主要是游離生活的異營生物，以攝取水中的細菌與其他有機質維生，尚未發現會造成人體疾病或對人類健康造成危害。

## 嗜熱四膜虫：實驗生物學中的模式生物

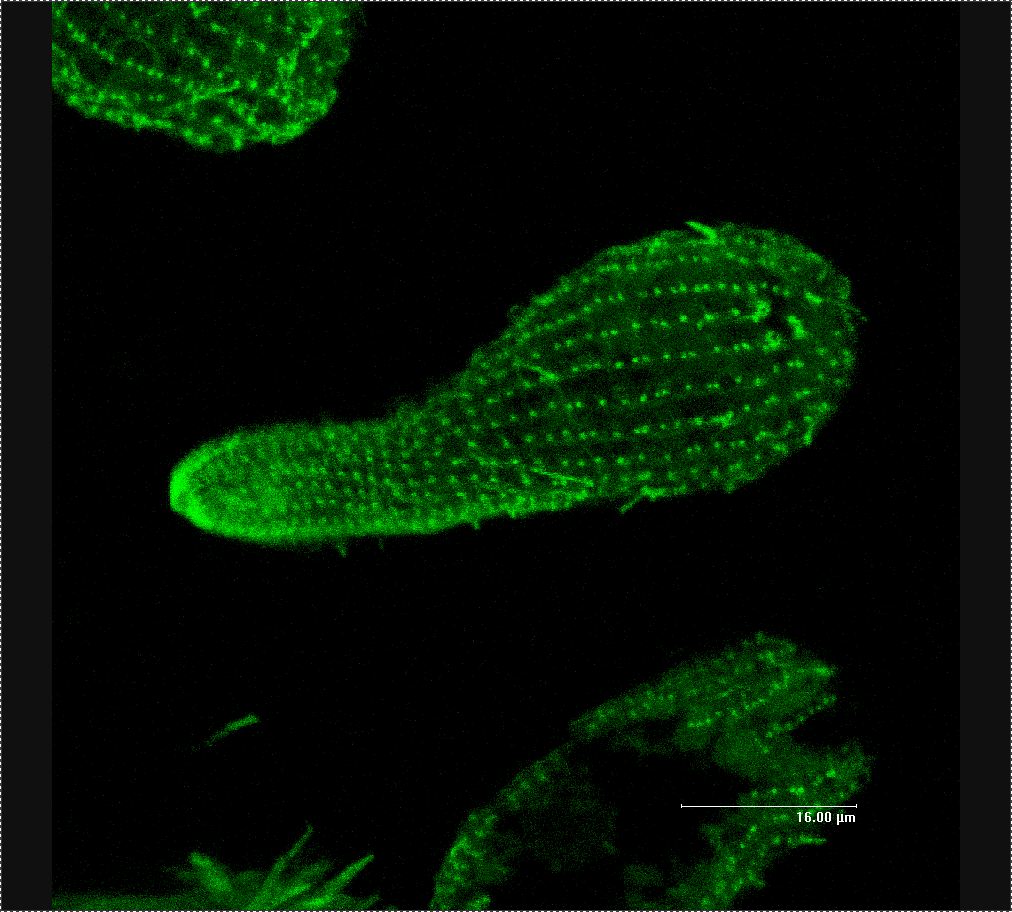
四膜蟲的β-微管蛋白

四膜蟲與草履蟲等其他纖毛蟲一樣，具有雙元核型（nuclear dimorphism）：在一個細胞中有兩種类型的细胞核，小核負責生殖功能，一般生長時小核的基因並不會表現／表達；而大核（macronucleus）負責維持細胞生長營養所需，可觀察到旺盛的基因轉錄。
四膜蟲易於在實驗室裡培養，這歸功於研究人員已經找出可以適於四膜蟲生長所需的液態培養基成分，因此四膜蟲從早年開始即是一種實驗生物學上所使用的模式生物（model organism），用這種生物當作範例與工具，研究各種基礎生物學的現象。由於可以大量培養四膜蟲，所以它適於作為生化純化分析的材料來源。現代的分子生物技術與分子遺傳操作法也已經成功地使用在四膜蟲上，研究人員可以把DNA轉殖入四膜蟲細胞中，這些DNA可經由同源重組互換的方式將染色體上的基因剔除（knock-out），或在特定的基因座上將基因置入（knock-in），因此四膜蟲也適於藉由遺傳工程技術來解析基因的功能。近年來，四膜蟲大核的基因體（genome）也已經完成定序，所以在進入基因體時代的今日與後基因體時代，生物學家仍可以持續以四膜蟲為材料進行研究。

## 性别
四膜蟲有7種性別。交配後所產下的後代，其性別可能與父母的性别都不一样。研究人员发现了四膜虫中决定其后代性别的复杂DNA特性，并确认了性别形成是随机的。该结果发表在2013年3月26日的《公共科学图书馆 — 生物学》上。
每一只四膜虫都有其自身性别或交配模式的基因——存在于其大核（或称体核）中，同时也带有另一个仅用于繁殖的小核。这种“生殖核”不完全包含7种交配型基因，经过剪切、粘贴的过程，最终会留下1个完整的基因，其他6种会被淘汰。重新调整过的DNA成为四膜虫下一代体核的一部分，并会决定其交配模式。
在四膜虫通过接合产生子代时，子代的体核在发育过程中需要在6种残缺的基因对中挑出一种，并组装成完整的基因对，才能使子代呈现对应的交配型。研究者发现，这一交配型选择过程是随机的——在子代的体核发育过程中，上述串联的交配型基因序列会发生一系列随机的剪切-连接反应。6种残缺的基因对中的5种会随着反应的进行被删掉，而剩下的一对则会与II型的MTA末端序列以及III型的MTB末端序列组装，形成具有功能的完整MTA/MTB基因对 。